# Divadlo Pavla Országha Hviezdoslava
Divadlo Pavla Országha Hviezdoslava (DPOH) bylo do března 2007 jedním ze sídel činohry Slovenského národního divadla.

## Historie budovy
Nachází se v bývalé budově Slovenské národní banky (později zde sídlila Všeobecná úverová banka) na rohu Laurinské a Štúrovy ulice, postavené v letech 1943–1947. Projekt vzešel z veřejné soutěže na budovu banky a komorního divadla. Vítězi soutěže se stali architekti Ing. arch. Eugen Kramár a Ing. arch. Štefan Lukačovič. V roce 1944 dokončili hrubou stavbu a dále se pokračovalo jen ve stavbě bankovní části. V roce 1948 bylo rozhodnuto o přidělení budovy Slovenskému národnímu divadlu a bylo započato s vybavováním budovy divadelní technikou.
Stavbu realizovaly domácí stavební společnosti a technologické zařízení divadelní scény dodaly zahraniční firmy Wiener Brückenbau a Siemens. Výtvarník František Gajdoš je zodpovědný za původní výzdobu hlediště, foyerů a opony. Mozaiková okna ve foyer vytvořil významný slovenský malíř Janko Alexy. Výstavba byla dokončena v roce 1955 a v témže roce se činohra SND přestěhovala z nevyhovující historické budovy do úplně nového, vlastního divadla.
Divadlo prošlo první rekonstrukcí v roce 1968, kde bylo pozměněno uspořádání hlediště a byl snížen počet míst pro diváky. Zatím poslední modernizace proběhla v první polovině 80. let 20. století a týkala se především jevištní techniky a zázemí.
V roce 2007 ministerstvo kultury odprodalo budovu městu Bratislava, které se zavázalo, že budova bude nadále sloužit ke kulturním účelům.

## Technické údaje
- Kapacita: 467 míst, z toho prodejných: 450 míst
- Plocha orchestriště: překrytá rozebíratelnou podlahou o ploše 55 m²
- Portálové zrcadlo: 11 m široké x 6,5 vysoké
- Jeviště: 28 m široké x 14 m hluboké x 22 m vysoké. Podlaha jeviště je variabilní - 6 mostův po 6 polích.
- Hrací plocha: 16 x 12 m
- Boční jeviště: 14 x 10 m